# Phorbas fictitioides
Phorbas fictitioides är en svampdjursart som först beskrevs av Arthur Dendy och Frederick 1924.  Phorbas fictitioides ingår i släktet Phorbas och familjen Hymedesmiidae.
Artens utbredningsområde är havet kring Australien. Inga underarter finns listade i Catalogue of Life.